# Alligator munensis
Alligator munensis es una especie extinta de aligátor del Cuaternario de Tailandia. Después de que se descubrió el cráneo de A. munensis, se pensó que pertenecía a un ejemplar de aligátor chino (A. sinensis) antes de ser reconocido como una especie distinta. Aunque tanto Alligator munensis como A. sinensis se consideran parientes cercanos, las pronunciadas diferencias morfológicas entre ambas especies sugiere que estas divergieron mucho antes del Pleistoceno, posiblemente en el Mioceno durante el levantamiento de la meseta tibetana. 
Alligator munensis presenta un cráneo corto y robusto, con dientes posteriores globulares que parecen indicar una alimentación con cantidad de presas de caparazón duro. Las fosas nasales de A. munensis se colocaron mucho más hacia la parte posterior del cráneo que en otros caimanes, pero se desconoce la función de esto.

## Historia y denominación
El único cráneo actualmente conocido de Alligator munensis, el espécimen DMR-BSL2011-2, fue descubierto en 2005 en el pueblo de Ban Si Liam, al noreste de Tailandia . El espécimen fue discutido por primera vez en un breve informe de Claude et al. en 2011, quienes tentativamente refirieron el material al aligátor chino (Alligator sinensis), aunque notando una la forma distintiva. Al necesitar una preparación adicional del cráneo no fue posible realizar una descripción detallada sino hasta 2023, cuando Darlim y sus colegas publicaron su investigación sobre el cráneo. Usando datos de tomografía computarizada, Darlim et la., (2023) pudieron comparar el cráneo de Tailandia con el material asignado a Alligator sinensis, concluyendo que el material es lo suficientemente diferente como para considerarlo una especie separada. Además, el equipo concluye, basándose en otros fósiles recuperados en la misma excavación, que la localidad que produjo estos fósiles data al menos del Pleistoceno medio, reduciendo en gran medida el rango temporal que inicialmente sugirieron Claude et al. (Mioceno-Pleistoceno).
El nombre de la especie Alligator munensis hace referencia al río Mun, el cual se localiza cerca del sitio donde se encontraron los primeros y únicos restos conocidos de la misma.

## Descripción
El cráneo de Alligator munensis es ampliamente triangular como en otros aligátores conocidos, pero muestra un notable nivel de compresión que acorta considerablemente la longitud total de la cabeza. Además, el rostro no se encuentra especialmente aplanado y se puede observar que es bastante alto alrededor del nivel de las fosas nasales, una característica también conocida como "altirostría". La región alrededor de la nariz se encuentra mucho más elevada debido a un repunte de los huesos nasales, lo que crea posteriormente una marcada zanja detrás de las narinas cuando se observa el cráneo de perfil.

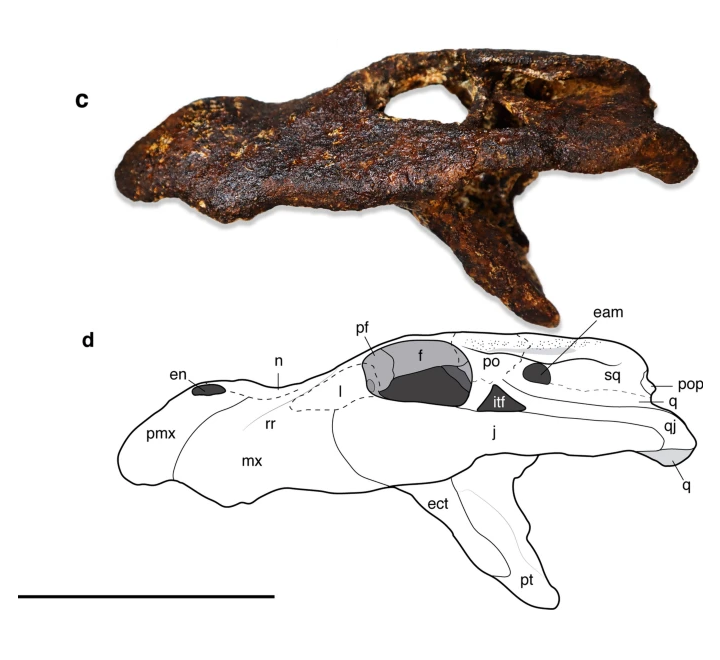
El holotipo de A. munensis en vista de perfil

Las narinas externas se utilizan para identificar a A. munensis como miembro del género Alligator (las narinas están separadas entre sí por los huesos nasales), sin embargo estas se consideran únicas en comparación con todas las demás especies de dicho género, solo cubriendo alrededor de un tercio de la longitud del premaxilar (no dos tercios sucede en otras especies). La barra que divide las fosas nasales es mucho más ancha en A. munensis, mientras que en otras especies se encuentra mucho más delgada. Además, mientras que en otras especies esta barra interna suele estar formada principalmente por las nasales, el premaxilar contribuye en gran medida en la especie tailandesa. La mayor contribución del premaxilar también se extiende a la parte posterior de las fosas nasales, donde el hueso se envuelve y participa en el borde posterior de estas aberturas. Toda la barra interna es muy alta y separa parcialmente la cavidad nasal. Finalmente, las narinas subcirculares están ubicadas mucho más atrás que en cualquier otra especie de caimán.
La coana también es única en relación con las demás especies del género. Es casi circular con una constricción abrupta hacia la parte posterior (en lugar de elíptica), careciendo del borde elevado alrededor de la parte posterior de la abertura.

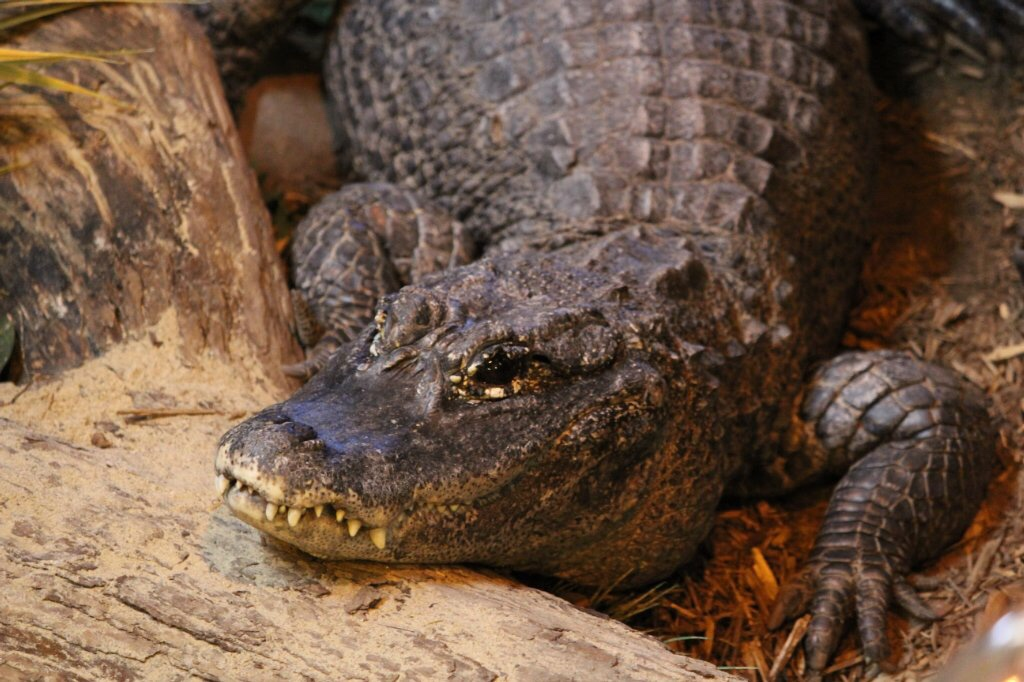
Un caimán chino (Alligator sinensis), una especie cercanamente emparentada con A. munensis mostrando sus "anteojos".

Varias crestas distintas adornan el cráneo de Alligator munensis . La cresta rostral se extiende a lo largo del hueso maxilar y lagrimal, donde pasa a otro par de crestas que recorren los huesos prefrontales. Este último par de crestas, que se ve en todas las especies (excepto en A. mcgrewi), forma una estructura denominada como "anteojos". Se pueden ver crestas adicionales siguiendo las líneas medias de las nasales, el hueso frontal y el hueso parietal . Por su parte, los escamosos carecen de crestas distintas, siendo planos en comparación con los huesos se elevan para formar cuernos bajos de A. sinensis.
Alligator munensis tenía una dentición comparativamente reducida. Además de los típicos cinco dientes en cada premaxilar, solo poseía 12 dientes en cada maxilar (en comparación 14 dientes maxilares de A. sinensis). Si bien no se conocen dientes, los alvéolos 9 a 11 de los maxilares están claramente agrandados, lo que puede correlacionarse con los dientes de forma globular o roma. Esto podría indicar un retorno a una dentición que retiene rasgos ancestrales, ya que los caimanes generalistas actuales evolucionaron a partir de ancestros con dietas especializadas.

## Filogenia y evolución
La descripción del tipo de A. munensis no incluye un árbol filogenético detallado, aunque los autores mencionan que tal análisis está en proceso. Independientemente de la ausencia de una filogenia, Darlim et al. (2023) confían en asignar esta especie al género Alligator con base a una serie de rasgos compartidos con dicho género de crocodilios. El ejemplar de A. munensis muestra muchas similitudes con Alligator sinensis, lo que sugiere que ambos se encontraban estrechamente relacionados. Sin embargo, las muchas características derivadas de A. munensis indicarían que dicha relación no podría ser de antepasado y descendiente, sino que podrían haber sido especies divergentes.
Si bien no está del todo claro cuándo se separaron las dos especies, ya que el registro fósil del caimán de Asia está poco estudiado, Darlim el at. (2023) han especulado sobre su posible origen. Proponen que el antepasado de A. sinensis y A. munensis podría haber habitado las tierras bajas que albergaban los sistemas fluviales proto Yangtze - Xi y Mekong - Chao Phraya. La continua deriva continental habría empujado la meseta tibetana oriental hacia arriba durante el periodo Mioceno, haciendo que ambos sistemas fluviales se separasen, lo que pudo impedir que las dos poblaciones resultantes se cruzaran o se dispersaran entre los rangos de distribución. Esto habría ocasionado que tanto A. sinensis como A. munensis evolucionaran de forma aislada, siendo que esta última se restringiera primero al río proto-Chao Phraya y más tarde al sistema del río Mekong.

## Paleobiología

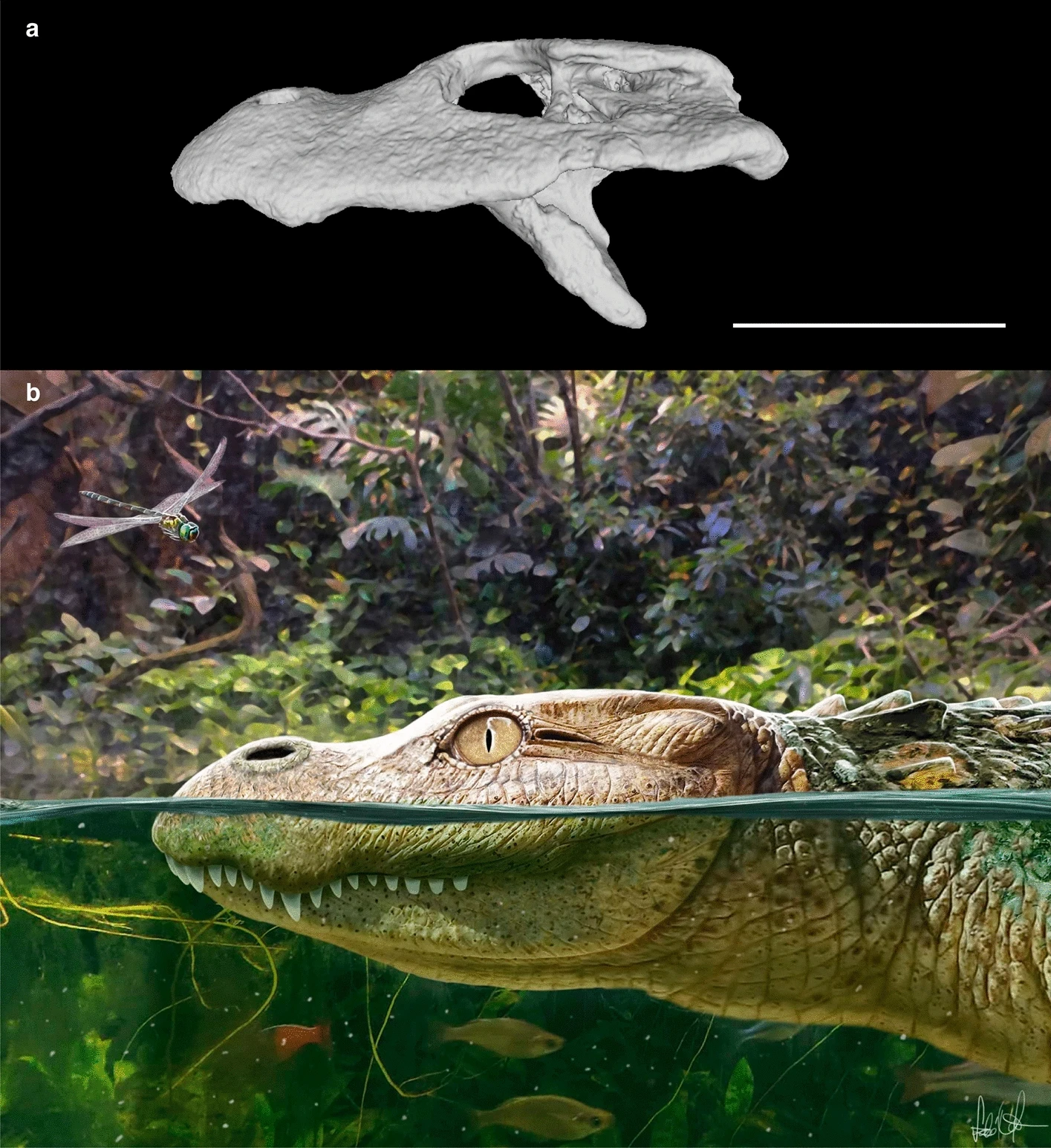
Reconstrucción de Alligator munensis por Márton Szabó

De acuerdo con los depósitos en los que se encontró Alligator munensis, es posible que habitasen en entornos similares a los que ocupa actualmente A. sinesis, incluyendo tierras bajas y llanuras aluviales con una variedad de cuerpos de agua (incluidos pantanos, estanques y arroyos). Entre los depósitos de donde procede A. munensis también se pueden encontrar restos fósiles de tortugas de caparazón blando y grandes mamíferos (búfalos de agua y ciervos samba).
Las cavidades de los dientes maxilares posteriores agrandadas pueden sugerir que los dientes posteriores de A. munensis eran globulares o romos con lados aplanados, una característica que se puede observar en varios caimanes de hocico corto. Esto, en conjunto con la construcción robusta del cráneo y los sitios de unión bien desarrollados para la musculatura mandibular, sugiere que Alligator munensis tenía una mordida fuerte con la que aplastaba a sus presas. Si bien estilo de vida ha aparecido en Crocodilia en numerosas ocasiones, también se considera que este corresponde al estado ancestral de los caimanes, lo que significa que los caimanes generalistas existentes en la actualidad provienen de ancestros mucho más especializados. Sin embargo, esto no indicaría necesariamente que A. munensis estuviera más especializado, ya que la apariencia de una dentición aplastante puede conectarse también con un grado mayor de oportunismo, posiblemente en respuesta a presas de caparazón duro disponibles estacionalmente. Darlim et al. (2023) colocan como ejemplo a la dieta omnívora de la tortuga cabezona (Platysternon megacephalum), la cual consume una mayor cantidad de moluscos durante ciertos períodos del año. Por otro lado, los aligátores overos (Caiman latirostris) prefieren presas de caparazón duro, pero carecen de los dientes posteriores agrandados de otros durófagos. Los caimanes chinos también carecen de esta adaptación particular, pero su ecología es generalmente poco conocida.
Se desconoce la función de las narinas retraídas de Alligator munensis, aunque se observan condiciones similares en otros animales. Por ejemplo, se observan adaptaciones similares en varios animales marinos como ballenas, ictiosaurios, plesiosaurios, mesosaurios y metriorrincoideos. Sin embargo, los hábitos marinos se descartan no solo por el tipo de localidad de procedencia, sino también por el hecho de que no se sabe que ningún caimán haya poseído glándulas salinas, lo que hace imposible su presencia en ambientes de agua salada. Entre los cocodrilos también se pueden observar narinas retraídas, como es el caso de Purussaurus, el cocodrilo siamés (Crocodylus siamensis) y el extinto Crocodylus thorbjarnarsoni (estos últimos en un menor grado).